# Laxtjärnen (Arvidsjaurs socken, Lappland, 732527-168077)
Laxtjärnen är en sjö i Arvidsjaurs kommun i Lappland och ingår i Piteälvens huvudavrinningsområde. Sjön har en area på 0,0905 kvadratkilometer och ligger 365,2 meter över havet. Laxtjärnen ligger i Piteälven Natura 2000-område.

## Delavrinningsområde
Laxtjärnen ingår i det delavrinningsområde (732704-168042) som SMHI kallar för Mynnar i Varjisån. Medelhöjden är 342 meter över havet och ytan är 19,63 kvadratkilometer. Det finns inga avrinningsområden uppströms utan avrinningsområdet är högsta punkten. Vattendraget som avvattnar avrinningsområdet har biflödesordning 3, vilket innebär att vattnet flödar genom totalt 3 vattendrag innan det når havet efter 125 kilometer. Avrinningsområdet består mestadels av skog (88 procent). Avrinningsområdet har 0,13 kvadratkilometer vattenytor vilket ger det en sjöprocent på 0,7 procent.